# Sadako Sasaki
Sadako Sasaki (佐々木 禎子 Sasaki Sadako?) (n. 7 ianuarie 1943, Hiroshima, Japonia – d. 25 octombrie 1955, Sendamachi⁠(d), Prefectura Hiroshima, Japonia) a fost o fată japoneză care avea doi ani în timpul bombardamentului atomic de la Hiroshima. Sasaki, care a supraviețuit, a devenit una dintre cele mai cunoscute hibakusha – un termen japonez care înseamnă „persoană afectată de bombă”. Sadako a murit la 25 octombrie 1955, la vârsta de 12 ani, în Spitalul Crucii Roșii de la Hiroshima. Viața ei este evocată prin povestea celor o mie de cocori de origami pe care le-a pliat înainte de moartea ei. Sadako rămâne și în prezent un simbol al victimelor inocente ale războiului nuclear.

## Bombardamentul
Sadako Sasaki era acasă când a avut loc explozia, la o distanță de aproximativ 1,6 km de „nivelul zero” (punctul în care a avut loc detonarea bombei nucleare). Sadako a fost aruncată pe fereastră și mama ei a alergat afară să o caute, bănuind că ar putea fi moartă. Mama și-a găsit fiica nevătămată. În timp ce fugeau, Sasaki și mama ei au fost prinse de ploaia radioactivă – materialul radioactiv rezidual propulsat în atmosferă în urma exploziei nucleare. Bunica s-a repezit înapoi în casă și nu a mai fost văzută niciodată; ulterior s-a presupus că a murit în acea zi.

### Consecințe
La câțiva ani după explozia atomică a fost observată o răspândire a leucemiei, în special în rândul copiilor. Către începutul anilor 1950 era clar că leucemia era cauzată de expunerea la radiații.
În noiembrie 1954 Sasaki a dezvoltat umflături pe gât și în spatele urechilor. În ianuarie 1955 purpura (hemoragia apărută la suprafața pielii) se formase pe picioare. Ulterior, ea a fost diagnosticată cu leucemie (boală la care mama ei și alți oameni din Hiroshima se refereau ca „boala bombei atomice”). Sasaki a fost internată la Spitalul Crucii Roșii din Hiroshima la 20 februarie 1955, medicii estimând că va mai trăi un singur an. În ziua internării, numărul de celule albe din sânge depășea de șase ori valoarea normală pentru un copil de vârsta sa. A doua zi a primit o transfuzie de sânge.

## Cocori din origami
În august 1955 a fost mutată într-o cameră cu o fată pe nume Kiyo, o elevă de liceu cu doi ani mai mare decât ea. La scurt timp după ce a făcut cunoștință cu Kiyo, un club de liceeni au adus în cameră niște cocori din origami. Tatăl lui Sasaki, Shigeo, i-a spus legenda cocorilor, care a inspirat-o pe micuță să plieze 1.000 de cocori, acțiune care se credea că îi va îndeplini o dorință. Deși avea mult timp liber în spital, Sasaki nu avea hârtie, așa că a folosit ambalaje medicinale și orice altceva ce a putut găsi. Ea mergea în camerele altor pacienți pentru a le cere ambalajul de la cadourile primite. Cea mai bună prietenă a ei, Chizuko Hamamoto, i-a adus hârtie de la școală.
O versiune populară a poveștii este aceea că Sasaki nu a reușit să plieze 1.000 de cocori, confecționând doar 644 înainte de moartea ei. Conform acestei versiuni, prietenii ei au finalizat totalul de 1.000 de cocori și i-au îngropat pe toți cu ea. Această versiune provine din romanul Sadako and the Thousand Paper Cranes (din engleză Sadako și cei o mie de cocori de hârtie). Cu toate acestea, în timpul unei expoziție a Muzeului Memorial al Păcii din Hiroshima s-a precizat că la sfârșitul lunii august 1955 Sasaki și-a atins obiectivul și a continuat să plieze încă 300 de cocori. Fratele mai mare al lui Sadako, Masahiro Sasaki, scria și el în cartea sa, The Complete Story of Sadako Sasaki (din engleză Povestea completă a lui Sadako Sasaki), că fetița și-a depășit obiectivul.

## Moartea

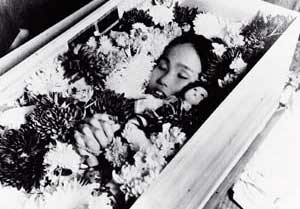
Sadako Sasaki în sicriu

Starea sa de sănătate s-a agravat în timpul aflării în spital. Pe la mijlocul lunii octombrie familia a îndemnat-o să mănânce ceva; Sasaki a cerut ceai pe orez (chazuke) și a remarcat că „e gustos”, apoi a mulțumit familiei sale. Acestea au fost ultimele ei cuvinte. Cu familia și prietenii în jurul ei, Sasaki a murit în dimineața zilei de 25 octombrie 1955, la vârsta de 12 ani.
După moartea ei, cadavrul a fost examinat de Comisia victimelor bombelor atomice (în engleză Atomic Bomb Casualty Commission – ABCC) pentru a fi cercetate efectele bombei atomice asupra corpului uman. Ulterior, a fost dezvăluit că ABCC a efectuat teste asupra lui Sasaki și în timp ce aceasta era în viață.

## Memoriale
După moartea ei, prietenii și colegii de școală ai lui Sasaki au publicat o colecție de scrisori pentru a strânge fonduri pentru construcția unui monument dedicat ei și tuturor copiilor care au murit din cauza efectelor bombei atomice, printre care și o altă fată japoneză, Yoko Moriwaki. În 1958, în Parcul memorial al păcii din Hiroshima a fost dezvăluită o statuie a lui Sasaki ținând în mână un cocor auriu. La poalele statuii se află o placă pe care scrie: „Acesta este strigătul nostru. Aceasta este rugăciunea noastră. Pace în lume”.
Există, de asemenea, o statuie a ei în Parcul Păcii din Seattle. Sasaki a devenit un simbol al efectelor războiului nuclear. Ea este, de asemenea, o eroină pentru multe fete din Japonia. Povestea ei este relatată în unele școli japoneze la lecțiile legate de bombardamentul de la Hiroshima. Anual, la 6 august, japonezii celebrează Ziua păcii, dedicată lui Sasaki.

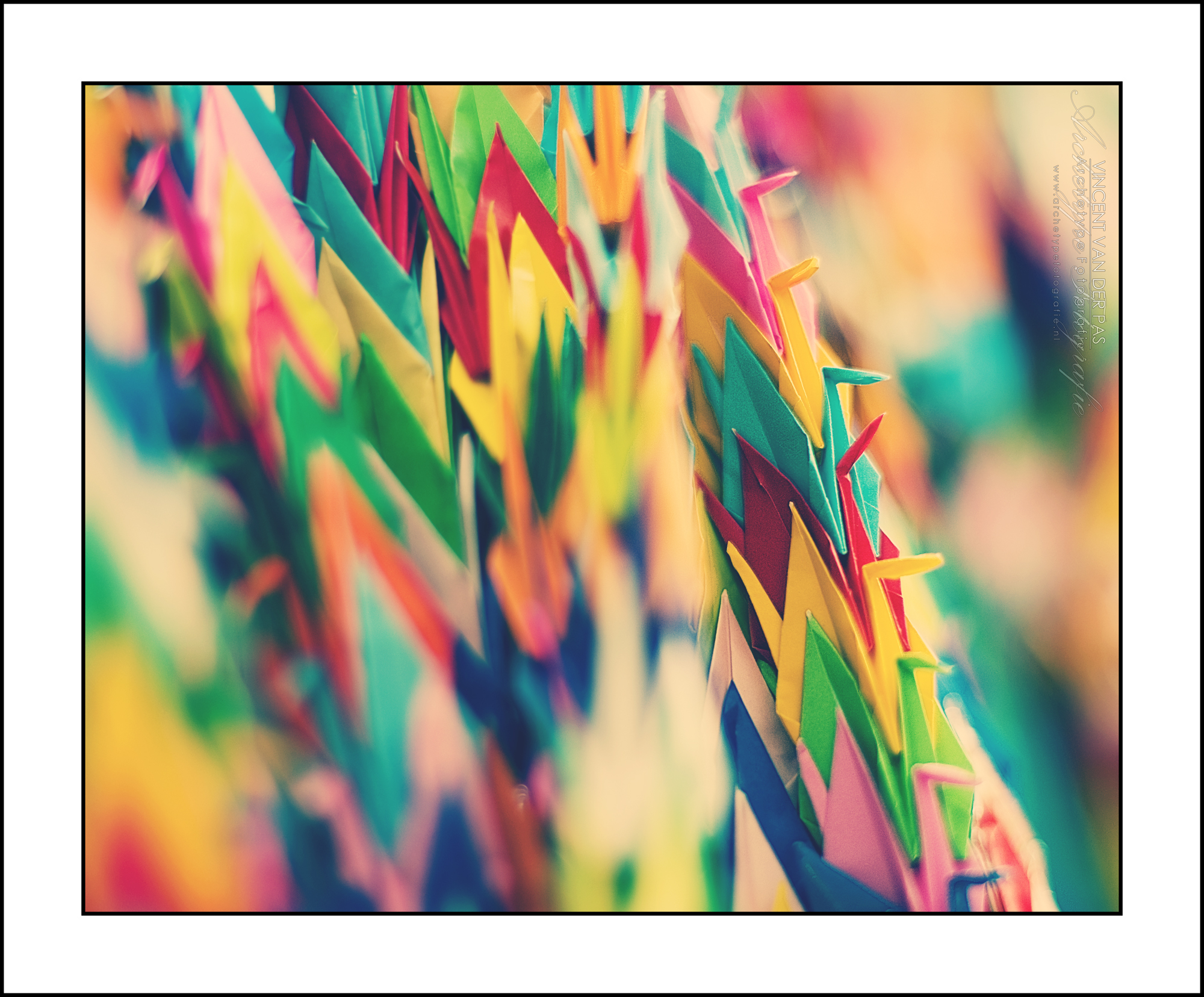
Copii japonezi din toată țara creează acești mici cocori în memoria lui Sadako Sasaki. Sadako și cocorii au devenit un simbol pentru pacea mondială în Japonia după moartea ei în 1955.
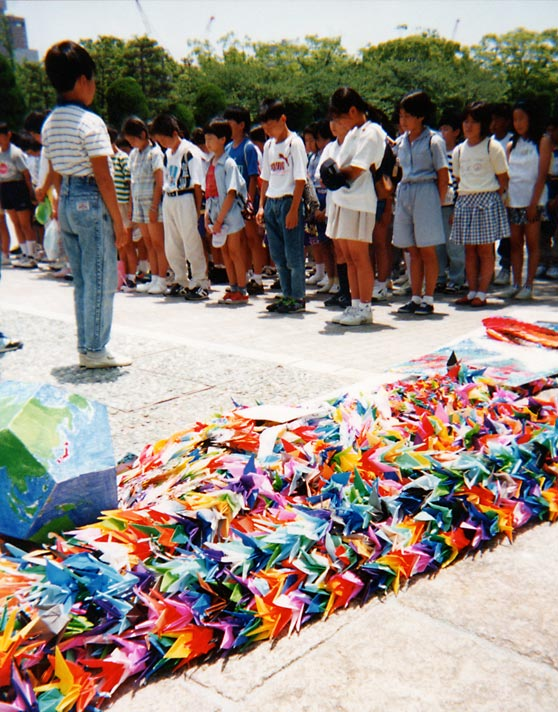
Elevi dedicând o colecție de cocori de origami în memoria lui Sadako Sasaki în Parcul Păcii Hiroshima.
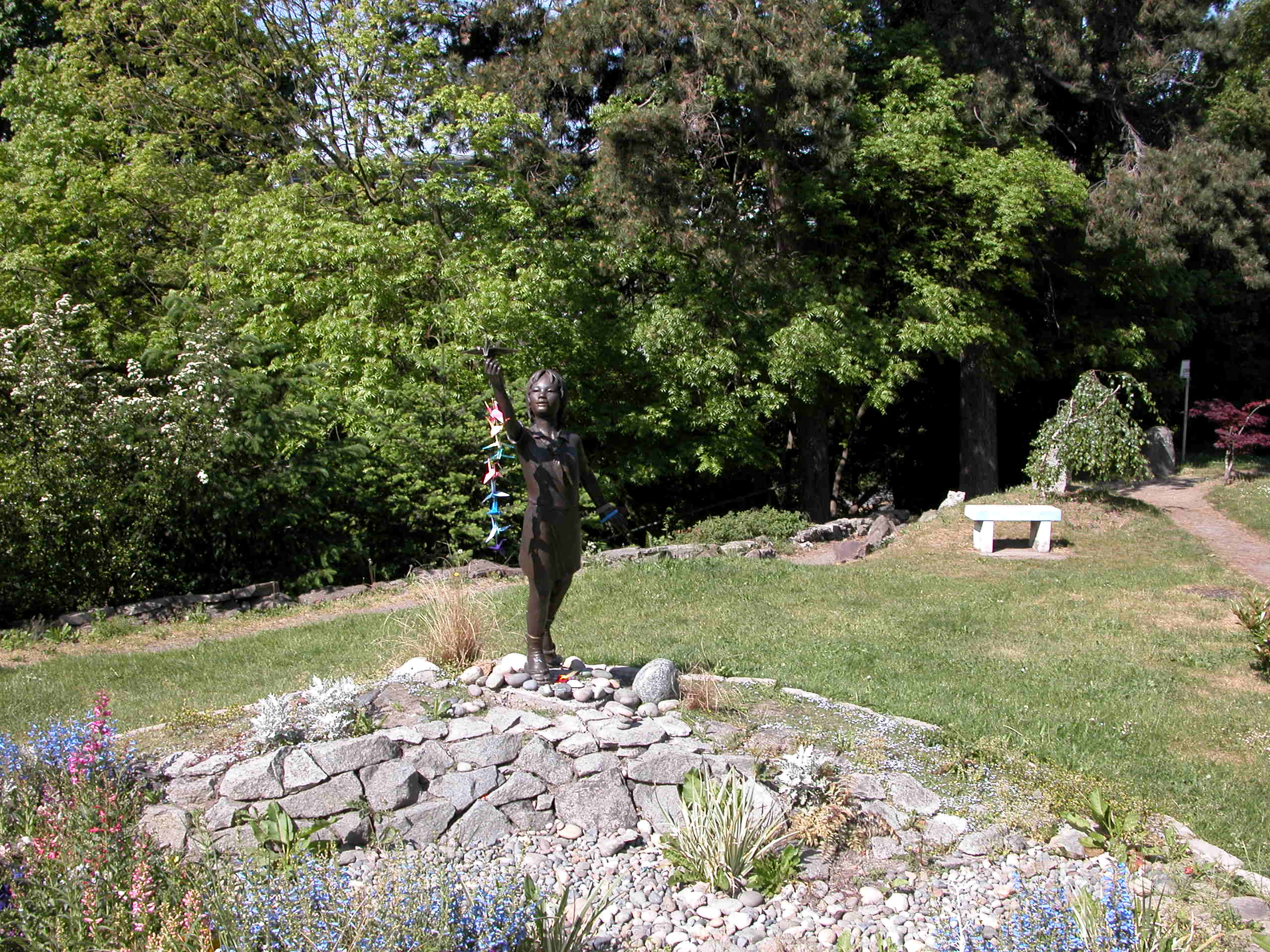
Statuia lui Sadako Sasaki în Parcul Păcii din cadrul Universității din Seattle, Washington. Parcul a fost construit de Floyd Schmoe.
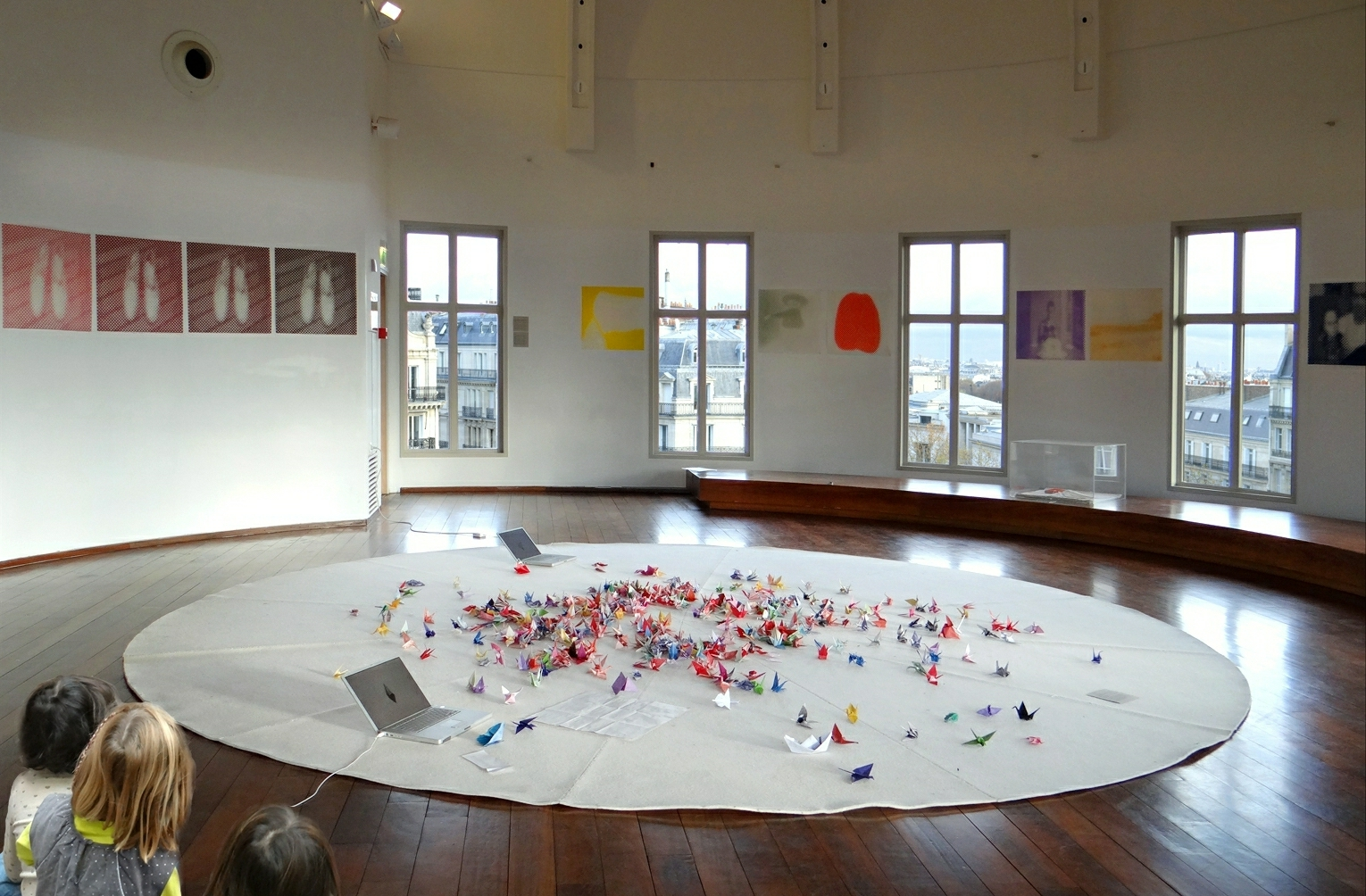
Memorial din Paris, Franța

## Legături externe
- Sadako și cocori de hârtie Arhivat în 25 septembrie 2013, la Wayback Machine. - fotografii și alte informații pe pagina oficială a Muzeului Memorial al Păcii din Hiroshima
- Sadako și bombamentul atomic - Camera păcii pentru copii la Muzeul Memorial al Păcii din Hiroshima
- Sadako Sasaki - povestea completă a lui Sadako Sasaki
- Senzaburu Orikata - o carte de modele de origami din 1797, în care sunt explicate metode de confecționare a o mie de cocori
- Sadako și cei o mie de cocori de hârtie
- Sadako Sasaki la Find a Grave
- „Cranes over Hiroshima” - versuri pentru o melodie de Fred Small inspirată de Sadako Sasaki
- „Fiica lui Samurai” - o melodie a trupei ruse de rock Splin, inspirată de Sadako Sasaki